# 足利ホールディングス
株式会社足利ホールディングス（あしかがホールディングス、英語: Ashikaga Holdings Co.,Ltd.）は、足利銀行などを傘下に置いていた金融持株会社。
2016年10月1日に、常陽銀行と経営統合し、株式会社めぶきフィナンシャルグループに商号変更した。

## 概要
2003年（平成15年）11月29日に足利銀行が破綻し、特別危機管理銀行となる。同行は2003年3月に子会社との株式移転であしぎんフィナンシャルグループ（あしぎんFG）を自ら設立・上場させたが、同年12月1日に金融整理管財人である預金保険機構があしぎんFG持株の同行株式100%を強制的に取得したことで資本関係を絶ち、新経営陣の元で不良債権処理など経営再建を進めることになった。
2006年（平成18年）11月に金融庁が足利銀行株式をスポンサーへ売却する方針である旨を発表。入札を経て、俗称「野村連合（野村ホールディングスの完全子会社およびネクスト・キャピタル・パートナーズなどやジャフコが主導した企業再生ファンド、地方銀行・信託銀行などからなる機関投資家）のコンソーシアムがスポンサーに選定され、それらの出資により2008年4月に足利銀行の受け皿となる金融持株会社として設立された。
2008年（平成20年）7月1日、預金保険機構より足利銀行の株式を1200億円で譲り受け、足利銀行は国有化を脱した。同時に、当社は委員会設置会社に移行した。

### 株式上場
出資者のキャピタル・ゲイン確保のため、長らくIPO（足利銀行としては事実上の再上場）を模索していたとされていたが、2013年（平成25年）7月31日に東京証券取引所に上場申請を行ったことが報道された。
しかし、同年8月11日時点では当社および足利銀行は報道内容を一度は公式には否定していたものの、その後上場が承認され、12月19日上場した。
2014年（平成26年）6月20日、オリックスが出資していた第二位株主であった「足利ネクスト投資事業有限責任組合」の契約期間が満了し出資者に譲渡された為、同社が足利HDの第二位株主となった。

## 常陽銀行との経営統合
2015年（平成27年）10月26日夕方にNHKニュース・日本経済新聞などが茨城県が地盤で地銀上位の常陽銀行が足利ホールディングスと経営統合する旨を報道。同日夜の時点で「経営統合の可能性について検討している」旨を公表し、同年11月2日に株式交換による経営統合を正式発表した。
もともと2013年頃には経営統合による規模拡大を目指す東日本銀行と水面下で交渉を行っていたが、条件などが定まらずに破談した事が後日明らかとなる。東日本銀行は国有化時代の足銀頭取である池田憲人を輩出した横浜銀行との統合によるコンコルディア・フィナンシャルグループ発足を選択し、関東においても地銀統合の脅威が現実化した。この影響から常陽銀行との交渉に入り、足利HD大株主のキャピタル・ゲイン確保などをはじめとした双方の利害が一致し、統合に漕ぎ着けたとされている。なお、この常陽銀行との経営統合交渉が進むのと時同じくして、埼玉県を地盤とする埼玉りそな銀行の親法人であるりそなホールディングスからも経営統合の秋波が送られていたが、足利ホールディングス側は、これには応じず常陽銀行との経営統合を選択している。
2016年（平成28年）4月25日に、同年10月1日付で足利ホールディングスがめぶきフィナンシャルグループに改称し、常陽銀行株式1株に対し持株会社株式1.170株を割り当てる株式交換により持株会社傘下で足利銀行と経営統合を実施することで正式合意した。コンコルディア・フィナンシャルグループ、ふくおかフィナンシャルグループに続く地銀第3位の銀行グループとなる見込みである。
住友信託銀行による中央三井トラスト・ホールディングスの救済合併と同じく、常陽銀行は自社より総資産が小さな持株会社側に組み入れられる。持株会社の本店は東京都中央区八重洲二丁目7番2号（常陽銀行東京営業部内）に移転するが、宇都宮・水戸にも本社機能を設置することでも合意した。
2016年10月1日に、株式交換により常陽銀行を完全子会社とし、めぶきフィナンシャルグループに商号変更した。

## 沿革
- 2008年（平成20年）
  - 4月1日 - 野村連合の出資により設立。
  - 7月1日 - 預金保険機構より足利銀行の株式を取得し、同行を完全子会社化。
- 2015年（平成27年）11月2日 - 常陽銀行と株式交換による経営統合を発表。
- 2016年（平成28年）
  - 4月25日 - 常陽銀行と株式交換による経営統合について最終合意。統合後の社名を「めぶきフィナンシャルグループ」とすることも発表[18]。
  - 9月28日 - 常陽銀行の株式が東京証券取引所1部から上場廃止。
  - 10月1日 - 株式交換により常陽銀行を完全子会社化するとともに、株式会社めぶきフィナンシャルグループに商号変更。